# Estación biológica La Gamba

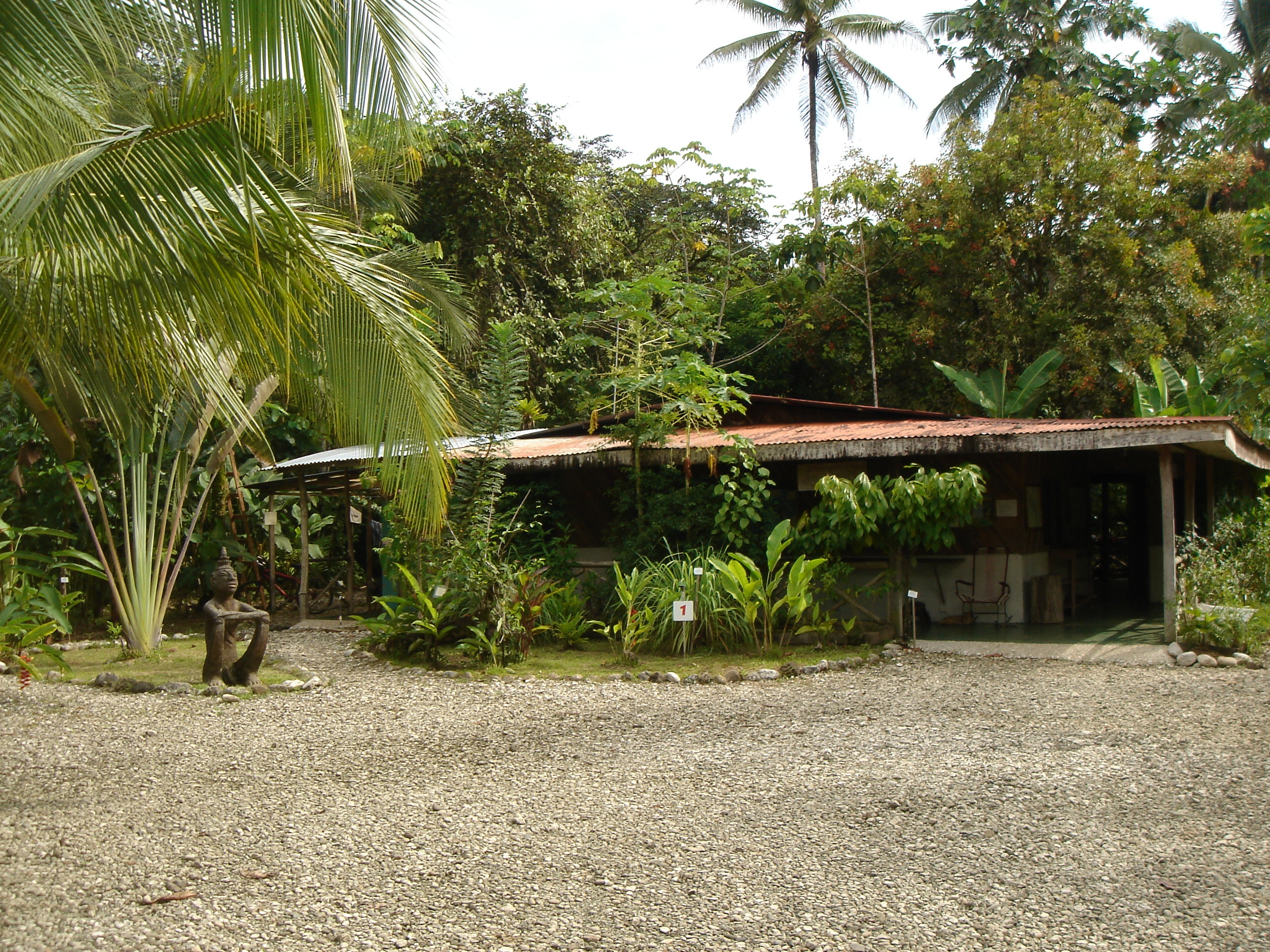
Estación Biológica La Gamba.

La Estación Biológica La Gamba (en alemán Tropenstation La Gamba) es una institución de investigación, instrucción y ampliación de estudios biológicos, localizada en el denominado "Bosque de los Austríacos" (al. Regenwald der Österreicher) en el sur de Costa Rica.  

## Características
Es una organización de capital austriaco que tiene como objetivo contribuir a la investigación de los bosques tropicales, despertar el interés por la conservación e investigación del bosque y dar la posibilidad de la profundización de la comprensión de naturaleza a profanos y personas interesadas en la naturaleza.
La Estación Biológica La Gamba se encuentra en el cantón de Golfito, al sur de Costa Rica y cercano al límite del Parque nacional Piedras Blancas: debido a su origen, la estación también es llamada El bosque de los Austriacos. Por una iniciativa de la asociación Bosque de los Austriacos este bosque tropical que es muy rico en especies y abarca 142 km² pudo ser preservado de la deforestación. Con la ayuda de la universidad de Viena dos biólogos austriacos mejoraron la choza hecha de chapa ondulada comprada en el año 1993 a una estación de investigación que es reconocida internacionalmente: La Estación Biológica La Gamba. Hoy la estación comprende algunos edificios, un equipo científico eficiente y un jardín botánico.
La Estación Biológica es un instrumento importante para la conservación del bosque Esquinas que es una de las últimas selvas en tierras bajas todavía mantenidas en la región de la costa del Pacífico centroamericano. Forman la base ideal para estudiantes, científicos e interesados para ocuparse de sus planteamientos de problemas. También ofrece la posibilidad de profundizar la sensibilidad para la naturaleza. Como una parte integrada de la comunidad La Gamba la estación es un sitio importante de información para la población nacional e intenta por ejemplo divulgar la idea de la protección de la naturaleza.

## Actividad
Esta única estación austriaca en los trópicos hace posible a estudiantes, investigadores e interesados de Austria y muchos otros países realizar proyectos de investigación, hacer excursiones y también realizar cursos para adultos (por ejemplo para profesores). Además para profundos interesados en la naturaleza existe la posibilidad de participar en viajes de estudios organizados en el sentido de un ecoturismo serio.
Desde 2004, los colaboradores de la Estación Biológica también se han contratado por proyectos sobre la ayuda del desarrollo en la región. Así que fueron formados los leñadores antiguos como guardabosques del parque nacional y como conservadores del paisaje.
Hasta el año 2002, la estación en su mayoría fue conservada por la asociación Bosque de los Austriacos y mantenida en cooperación con la Universidad de Viena. La acción de investigación, que entretanto es muy conocida, ya no es un proyecto pequeño. La asociación Bosque de los Austriacos quiere volver a dedicarse a su misión principal – comprar libre el bosque – por eso en 1989 fue fundada una asociación propia con el nombre Asociación para el fomento de la Estación Biológica La Gamba. Esta asociación tiene como objetivo el soporte ideal y financiero de la estación.
Desde el año 2007 es posible para jóvenes austriacos prestar un servicio social de 10 meses a través de la organización austriaca Servicio Austriaco en el Extranjero (al. Österreichischer Auslandsdienst), substituyendo el servicio civil austriaco regular. Las tareas de los servidores en La Gamba incluyen la colaboración en el perfeccionamiento (cursos de idiomas, de computación, de protección de la naturaleza), el apoyo en la comercialización de productos locales y el cuidado del jardín medicinal.